# Vùng của Chile
Chile được chia thành 15 khu hay vùng (tiếng Tây Ban Nha: regiones), là đơn vị hành chính cấp I của quốc gia này. Đứng đầu đơn vị này là intendente tức "khu trưởng" do Tổng thống bổ nhiệm. Về mặt lập pháp thì có hội đồng khu consejo regional do cư dân trực tiếp đầu phiếu.
Mỗi vùng gồm một số tỉnh provincia (đơn vị hành chính cấp II), đứng đầu là tỉnh trưởng (gobernador) cũng do Tổng thống bổ nhiệm, tổng cộng là 54 tỉnh trên toàn quốc. Mỗi tỉnh lại chia thành xã comuna (đơn vị hành chính cấp III và là cấp thấp nhất). Mỗi xã thì có thị trưởng và nghị viên hội đồng do cư dân bầu ra với nhiệm kỳ 4 năm.

## Cách đặt tên
Mỗi vùng hay khu mang ký hiệu bằng một chữ số La Mã, theo sau là tên. Ví dụ như IV Región de Coquimbo (Khu IV Coquimbo). Khi thiết lập khu vực hành chánh thì chữ số La Mã được đánh từ nhỏ đến lớn, từ bắc vào nam; Khu I là cực bắc và khu vực XII là cực nam. Riêng Vùng đô thị Santiago, là thủ đô và trung tâm của đất nước thì không theo thể cách này mà chỉ gọi là RM (Región Metropolitana, tức Khu thủ đô). Năm 2007 lại đặt thêm Khu XIV ở phía nam và Khu XV ở phía bắc (tránh không dùng XIII) nên con số La Mã tuần tự từ bắc vào nam không theo thứ tự nguyên thủy nữa.

## Lịch sử hình thành
Nguyên thủy Chile có 25 tỉnh; dưới tỉnh là bộ departamento; dưới bộ là xã comuna. Năm 1974 qua cuộc cải tổ hành chánh thì lập ra 13 khu (Khu I-XII và Khu Thủ đô) để tăng hiệu suất cai quản. Một số "vùng thí điểm" đem ứng dụng tổ chức khu năm 1974, sau dần mở rộng đên 1 Tháng 1 năm 1976 thì áp dụng trên toàn quốc. Riêng Khu Thủ đô Santiago thì mãi đến Tháng 4 năm 1980 mới đi vào hoạt động.
Tháng 12 năm 2006, chính phủ thông qua việc thiết lập thêm hai khu. Ở phía bắc Khu I Tarapacá tách ra, lập thêm Khu XV Arica và Parinacota. Trong khi đó ở phía nam lập ra Khu XIV Los Ríos bằng cách tách tỉnh Valdivia của Khu X Los Lagos ra làm đơn vị riêng.

## Danh sách
| Key  | Tên (Anh/Tây Ban Nha)                                                                      | Thủ phủ      | Diện tích (km²) | Dân số    |
| ---- | ------------------------------------------------------------------------------------------ | ------------ | --------------- | --------- |
| I    | Tarapacá Región de Tarapacá                                                                | Iquique      | 42.225,8        | 298.257   |
| II   | Antofagasta Región de Antofagasta                                                          | Antofagasta  | 126.049,1       | 542.504   |
| III  | Atacama Región de Atacama                                                                  | Copiapó      | 75.176,2        | 290.581   |
| IV   | Coquimbo Región de Coquimbo                                                                | La Serena    | 40.579,9        | 704.908   |
| V    | Valparaíso Región de Valparaíso                                                            | Valparaíso   | 16,396.1        | 1.723.547 |
| VI   | Libertador General Bernardo O'Higgins Región del Libertador General Bernardo O'Higgins     | Rancagua     | 16.387          | 872.510   |
| VII  | Maule Región del Maule                                                                     | Talca        | 30.296,1        | 963.618   |
| VIII | Bío Bío Región del Bío Bío                                                                 | Concepción   | 37.068,7        | 1.965.199 |
| IX   | Araucanía Región de la Araucanía                                                           | Temuco       | 31.842,3        | 907.333   |
| X    | Los Lagos Región de Los Lagos                                                              | Puerto Montt | 48.583,6        | 785.169   |
| XI   | Aysén del General Carlos Ibáñez del Campo Región Aisén del General Carlos Ibáñez del Campo | Coihaique    | 108.494,4       | 98.413    |
| XII  | Magallanes y la Antártica Chilena Región de Magallanes y de la Antártica Chilena           | Punta Arenas | 132.291,1       | 159.152   |
| XIV  | Los Ríos Región de Los Ríos                                                                | Valdivia     | 18.429,5        | 363.887   |
| XV   | Arica và Parinacota Región de Arica y Parinacota                                           | Arica        | 16.873,3        | 213.595   |
| RM   | Santiago Metropolitan Región Metropolitana de Santiago                                     | Santiago     | 15.403,2        | 6.683.852 |

Lưu ý: Theo tổng điều tra dân số năm 2012.